# Megaselia mediocris
Megaselia mediocris är en tvåvingeart som beskrevs av Borgmeier 1967. Megaselia mediocris ingår i släktet Megaselia och familjen puckelflugor. Inga underarter finns listade i Catalogue of Life.